# Municipio de Ocós
Municipio de Ocós är en kommun i Guatemala.   Den ligger i departementet Departamento de San Marcos, i den sydvästra delen av landet, 180 km väster om huvudstaden Guatemala City.